# Danubius Hotels Group
A több, mint fél évszázada alapított Danubius Hotels mára Magyarország egyik legnagyobb szállodalánca, 2024-ben 12 szállodával Budapesten, Bükfürdőn, Győrben, Balatonfüreden és Londonban. Tulajdonosa az az angol CP Holdings Ltd. családi vállalat, amelynek szállodaipari érdekeltsége Európa 5 országában  van jelen. A szállodacsoport gyógy-, wellness- és városi szállodákat tulajdonol és/ vagy üzemeltet Magyarországon, Csehországban, Szlovákiában, Romániában, illetve Nagy-Britanniában.
Hosszú távú befektetőként tulajdonosai elkötelezettek a lokális turisztikai értékek, a gyógyturizmus és a medical wellness irányában és a nemzeti kincset jelentő épületek felújításában, állagmegóvásában. A Danubius Hotels, a cégcsoport magyarországi székhelyű szállodavállalata egyszerre képviseli a magyar tradicionális értékeket és a nemzetközi nagyvállalat dinamizmusát, valamint üzleti karakterét. 

## Története

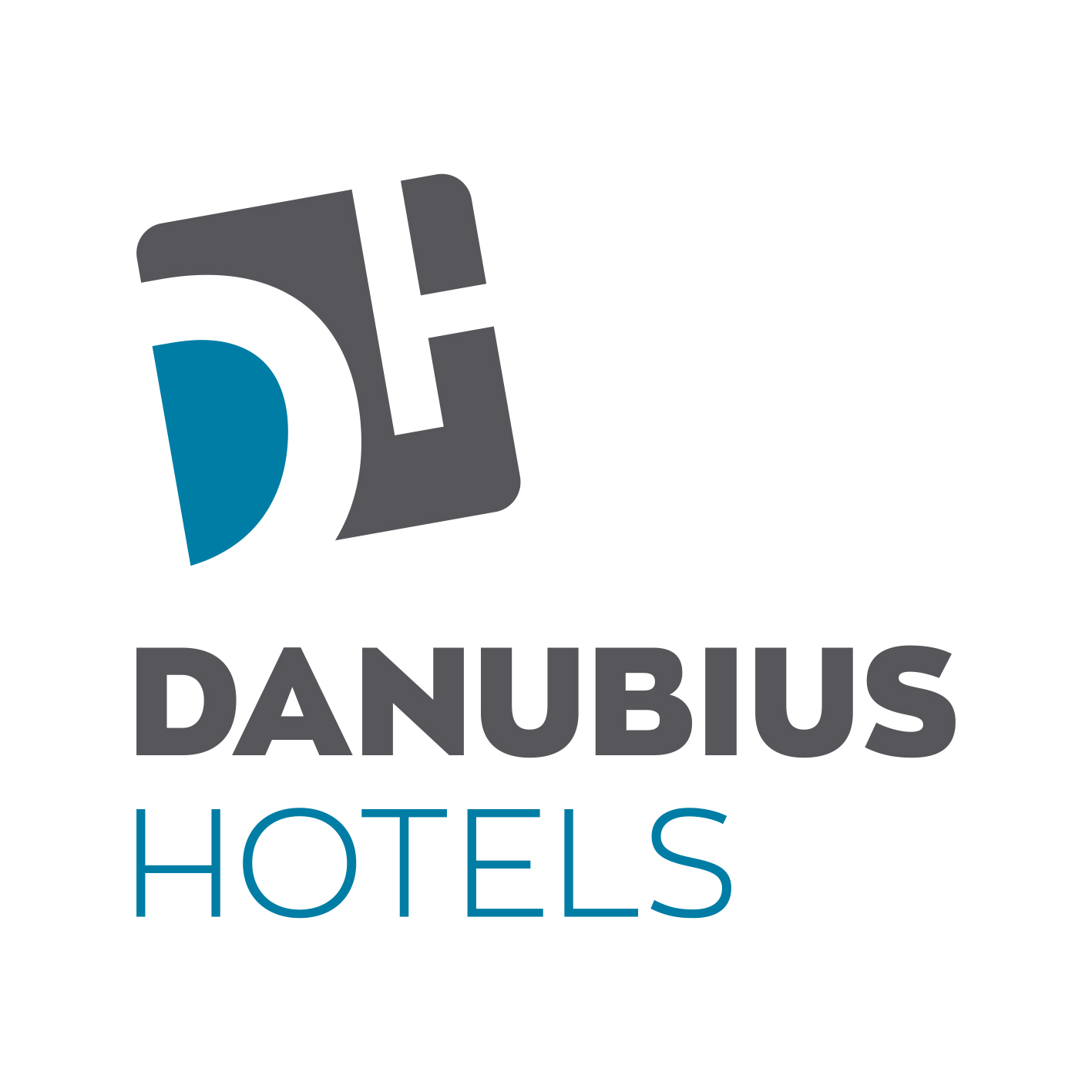
A Danubius Hotels logoja

### Az alapítástól a nyilvános részvénykibocsátásig (1972–1992)
A Danubiust 1972-ben állami vállalatként alapították, azzal a céllal, hogy a világon szinte egyedülálló gyógy- és termálvíz kincs egészség turisztikai hasznosításával színvonalas nemzetközi szintű szállodaláncot fejlesztésével átörökítse a közép-európai gyógyfürdő tradíciót.
A vállalat a Grand Hotel Margitsziget és a keszthelyi Hotel Helikon szállodákkal, valamint a Hilton Budapest építési engedélyével kezdte meg tevékenységét. Az 1970-es évek második felétől a 90-es évek elejéig nagy hagyományokkal rendelkező gyógyhelyeken hét gyógyszállodát épített fel és megvalósította a reumás és mozgásszervi megbetegedések szakszerű kezelését szolgáló saját gyógyászati részleg szállodába integrált működtetési koncepcióját. A Thermal Hotel Hévíz 1976-ban, a Thermal Hotel Margitsziget 1979-ben, a Thermal Hotel Aqua 1984-ben, a Thermal Hotel Sárvár 1985-ben, a svéd–magyar vegyesvállalati formában létrehozott Thermal & Sport Hotel Bük 1986-ban, a finn–magyar Thermal Hotel Helia 1990-ben, a svájci–magyar Thermal Hotel Aquincum 1991-ben nyílt meg. A Helia és az Aquincum termálvízzel való ellátására a Duna medrébe csővezetékeket fektettek.
1977-ben nyílt meg Magyarország második nemzetközi franchise luxusszállodája, a Budapest Hilton. Teljes körű felújítás után 1981-ben a Danubiushoz került a Gellért Szálló tulajdonjoga. Az 1985 és 1987 között tartó felújítás után megnyílt a Thermal Hotel Margitszigettel összekötött Margitszigeti Nagyszálló, Ramada Grand Hotel néven.
A Casinos Austriával közösen a társaság kaszinót nyitott a Budapest Hilton szállodában (1981), a Thermal Hotel Hévízben (1984), Sopronban (1989), és megnyitotta a Schönbrunn Casinohajót (1989).
A bükfürdői szálloda svéd tulajdonosa nem tudta teljesíteni a vállalt szobafeltöltési százalékot, ezért felajánlott 22%-ot az épülő golfpálya részesedéséből. A Golf & Country Club Bük 1991-ben nyílt meg.
A vállalat 1991. július 31-én alakult részvénytársasággá Danubius Hotels Rt. néven, és részvényeit 1992 decemberében vezették be a Budapesti Értéktőzsdére.

### A belföldi terjeszkedésnek, a tulajdonosi szerkezet átalakulásának, és a szervezeti felépítés átalakításának évei (1992–1999)
1992-ben az ÁVÜ megvette a Danubius részesedését a Thermal Hotel Aquincumban, a Szerencsejáték Rt. pedig a Casinos Hungary Kft-ben. 1996 és 1998 között a társaság többször részesedést vásárolt a Helia Szálloda Rt.-ben, így 100%-os tulajdonosává vált. 1996-ban a Danubius visszafizette az ÁPV Rt.-nek a Hotel Gellértre kapott kompenzációs díjat, így a szálloda tulajdonosává vált.
1994-ben 3 amerikai befektető alap nominálértékben 2,38 milliárd Ft-ért Danubius részvényeket vásárolt a budapesti tőzsdén, és 11500 magyar állampolgár cserélte kárpótlási jegyét Danubius-részvényre 560 millió Ft értékben. 1995-ben a CP Holdings Ltd. befektetési alapoktól és a Budai Önkormányzattól 29,7% részesedést vásárolt a Danubius Hotels Rt.-ben, amelyet többszöri nyilvános vételi ajánlattal 2012-ig 80,33%-ra növelt.
Privatizációs pályázat keretében 1996-ban megvásárolta a mintegy 3700 szobával rendelkező városi és üdülő szállodákat tulajdonló Hungária Szálloda Rt. (HungarHotels) 85%-os tulajdonrészét, majd 2004-ben 100%-ra növelte részesedését.
1999. január 1-jével a társaság átalakította szervezeti felépítését. A Danubius Hotels Rt. a továbbiakban a holding vállalat szerepét töltötte be és irányította az ingatlankezelő (Hungária Szálloda-Ingatlankezelő Rt.) és szállodaüzemeltető (Danubius Rt.) vállalatokat.

### A külföldi terjeszkedés kezdetétől a Ensana márka születéséig (1999–2019)
Az ezredfordulón vette kezdetét a cég alap profiljába illeszkedő külföldi terjeszkedése, először a marienbadi (Csehország) Hotel Villa Butterfly 100%-os tulajdonrészének megvételével, majd az ugyancsak évszázados tradícióval rendelkező ivó és fürdőkúrákra szakosodott Lecebne Lázné Marianské Lazne a.s. vállalat (Marienbad, Csehország) 65%-ának megvásárlásával. Ennek az akvizíciónak köszönhetően összesen mintegy 900 szállodai szobával, a hozzájuk kapcsolódó fürdő és gyógy kezelőhelyekkel és a termálforrások tulajdonjogával bővült a Danubius hálózata.
A társaság 2001-ben privatizációs pályázaton elnyerte a romániai Szováta-fürdőn található 400 szállodai szobával és egyéb ingatlanokkal, valamint egészségügyi létesítménnyel rendelkező Balneoclimaterica Sovata SA vállalat tulajdonjogának 82,17%-át, és a világon szinte egyedülálló heliotermikus sósvizű Medve tó hosszútávú használati jogát.
Szlovákiai terjeszkedésre 2002-ben került sor a Slovenske Liecebne Kupele a.s. Pöstyénben a Vág folyó 46 hektár területű szigetén elhelyezkedő 1500 szállodai szobával és a hozzájuk tartozó gyógyfürdőkomplexumokkal rendelkező társaság 67%-ának megvásárlásával.
A magyar gasztronómia zászlóshajójában a világhírű Gundel étteremben 2004 óta a Danubius társtulajdonos, majd 2009-től kivásárlással kizárólagos tulajdonos lett. 
2019-ben a CP Holdings, a Danubius Hotels anyavállalata 2019-ben új márkanevet hozott létre, hogy ez alatt egyesítse a természetes gyógyító erőforrásokra épülő szolgáltatásokat nyújtó gyógyszállodáit. 
Így jött létre az Ensana márka, egyesítve Európa 26 legismertebb és legrangosabb gyógyszállodáját, köztük öt kiemelkedő magyarországi hotelt, melyek korábban a Danubius Hotel Thermal almárka alá tartoztak, 
Az új Ensana Health Spa Hotel márkához a következő hazai gyógyszállodákat sorolták: a budapesti Thermal Margitsziget és a Grand Margitsziget, a sárvári Thermal Sárvár és a hévízi Thermal Hévíz valamint a Thermal Aqua. 
Az Ensana hotelek, illetve az innentől a turizmus más szegmenseire fókuszáló magyarországi Danubius Hotels szállodái továbbra is az anyavállalat, a CP Holdings tulajdonában maradtak.
A Danubius Hotels szállodák Budapesten, Balatonfüreden, Győrben, Pécsett és Bükön, valamint Londonban folytatták tevékenységüket, elsősorban városi szállodákként aposztrofálva a Danubius Hotels tagjait.

### A Danubius Hotels szállodái napjainkban
A Danubius Hotels elkötelezett a fejlesztések területén és a maximális vendégélményre helyezi a hangsúlyt. A szállodák folyamatosan újulnak meg a tulajdonos szándékának megfelelően, emellett  egyedi szolgáltatások, mint a danubius me: (meetings and events) koncepció, a bükfürdői, balatonfüredi szállodákban és az Ensana Thermal Aqua Hévíz hotelben is elérhető, családosok számára kialakított Bubbles Club szolgáltatásai és programjai teszik népszerűvé az utazók körében.
A Danubius Hotels szállodákról a www.danubiushotels.com oldalon tájékozódhatnak.

## Vezérigazgatók
- 1972-1983  Pável Jánosné
- 1983-1988  dr. Gellai Imre
- 1990-2006  Betegh Sándor
- 2006-2017  Deák Imre
- 2017-          Kovács Balázs

## A Danubius Hotels  szállodái 2024-ben
A Danubius Hotels márkához tartozó hotelek többségükben négycsillagos városi szállodák, melyek Budapesten és Londonban találhatóak, és a helyi adottságokra építve, változatos szolgáltatási kínálattal bírnak. A Danubius Hotel Marina és a Danubius Hotel Bük all inclusive szállodák. A szállodavállalathoz  tartoznak a Hilton Budapest és a Radisson Blu Béke Hotel is, melyeket a Danubius Hotels a Hilton nemzetközi szállodamárka, és  a Radisson SAS, majd később Radisson Blu hotelmárkák nemzetközi működési sztenderdjei alapján, névhasználati szerződéssel működtet.
- Danubius Hotel Helia (Budapest)
- Danubius Hotel Astoria (Budapest)
- Danubius Hotel Erzsébet (Budapest)
- Danubius Hotel Arena (Budapest)
- Danubius Hotel Hungaria (Budapest)
- Danubius Hotel Rába (Győr)
- Danubius Hotel Bük (Bükfürdő)
- Danubius Hotel Annabella (Balatonfüred)
- Danubius Hotel Marina (Balatonfüred)
- Danubius Hotel Regents Park (London)
- Radisson Blu Béke Hotel, Budapest (Budapest)
- Hilton Budapest (Budapest)

## Érdekességek
- A vállalat megalapításakor átvette a HungarHotels Hévíz-Keszthely-Badacsony környéki kisebb szállodáit és vendéglátó üzemeit is, például a keszthelyi Motelt, Hullám és Hungária szállót (utóbbit bezárta, és abban a régió központi irodáit rendezte be), és hévízi villákat, amelyek akkor szállodaként, fogadóként üzemeltek.[6][7] A csárdákat és éttermeket a Danubius folyamatosan üzemeltette, a szállodákból – azok felújítása után – 1985-től kezdve 'Danubius Beta Hotels' néven alacsony kategóriás szállodaláncot alakított ki.[8][9]
- A két addig létező szállodavállalat, a HungarHotels és a Pannonia Hotels beruházásai általában 50% központi támogatásból és 50% hitelből valósultak meg, de az újonnan alapított Danubius Hotelsnek kizárólag hitelt folyósítottak.[6]
- A Hilton-szerződést a HungarHotels írta alá három éven át tartó tárgyalások után, 1968. augusztus 19-én. A szerződés a névhasználatra és a Hilton-sztenderdek megfelelő szintű használatára szólt, de a tulajdonos természetesen a magyar állam maradt.[10] Az építkezést is a HungarHotels indította meg, 1970-ben.[11] Az öt évig elhúzódó régészeti feltárás után felépült szálloda szilveszteri bállal nyitott 1976. december 31-én. A nyitáskor azonban a 323 szobának a fele sem volt kész, de nem lehetett tovább halasztani, mert a szerződés értelmében komoly kártérítés járt volna a névtulajdonosnak.[10]
- A 'Thermal Hotel' kezdetben nem volt márkanév, csak egyszerűen a szállodák neve. A márka kialakulásához a hévízi Aqua Hotel előzetes ajánlásakor szerzett tapasztalatok vezettek: "volt olyan vendég, aki minden rábeszélés ellenére ragaszkodott a hévízi Thermal szállóhoz, úgymond ha most nincs hely, majd vár, mert neki mindenképpen gyógykezelésre van szüksége. Akkor még nem volt az Aqua nevében a Thermal."[12] A márkanévvel együtt megjelent az új logó, a Nyugat-magyarországi Thermal szállodák egységes stilizált lótuszvirág motívuma, valamint a Hotel Arrabone[13] és a Hotel Óbuda beruházások is Thermal Hotel Sárvár és Thermal Hotel Aquincum néven folytatódtak.
- 2022-ben 50 éves a Danubius Hotels
- Szállodasztorik, szállodatörténetek

## Danubius Hotels díjak
- „Az Év Munkaadója” díj

A Turisztikai és Vendéglátó Munkaadók Országos Szövetségének 12 fős szakmai zsűrije a Danubius szállodáiban 2018-ban lezajlott jelentős beruházásokat és fejlesztéseket, a vállalat eredményes HR tevékenységét és innovatív, nemzetközi színvonalú HR megoldásait értékelte ezzel a díjjal.
- HR KOMM Award 2018 – aranydíj

HR KOMM Award zsűrije 2018-ban aranydíjjal jutalmazta a Danubius Szakmai Titkaink Éjszakájára című programját, és a hozzá kapcsolódó employer branding stratégiát, azaz a Danubius Hotels Group Munkatársi Értékprogramját is elismerte.
- Kőrösi Csoma Sándor Nagydíj

A Magyar Turisztikai Ügynökség Kőrösi Csoma Sándor Nagydíjjal ismerte el Kovács Balázs, a Danubius Hotels vezérigazgatójának munkáját 2019-ben. A díjjal a vállalat érték- és emberközpontú vezetési szemléletét és innovativitását értékelték, valamint elismerték azt a munkát, amely hozzájárult a magyarországi szállodaipar fejlődéséhez, színvonalának emelkedéséhez.